# Nieves Torres
Nieves Torres Serrano (Venturada, Madrid, 1918 − Madrid, 17 de diciembre de 2013) fue una militante del Partido Comunista de España (PCE), destacada por haber sido presa política de la dictadura franquista durante casi 17 años, siendo una de las represaliadas del franquismo que más tiempo estuvieron en prisión, junto con Manolita del Arco, María Salvo, Soledad Real y Josefina Amalia Villa.

## Biografía
Miembro de las Juventudes Socialistas Unificadas (JSU), al producirse el golpe de Estado que dio lugar a la Guerra Civil permaneció en Madrid. Durante toda la guerra se dedicó a la tarea de crear casas de juventud en la provincia de Madrid. Al finalizar el conflicto fue delatada por otro miembro de las JSU. Detenida el 15 de mayo de 1939, tras pasar un mes en la comisaría situada en la calle Núñez de Balboa, fue trasladada a la cárcel de mujeres de Ventas. Allí no se le asignó celda ni sala, sino un patio en el exterior. La cárcel estaba preparada para 500 reclusas, pero en aquellos momentos eran 11000, sin más atención que un plato de comida al día en pésimas condiciones. En un consejo de guerra sumarísimo el 12 de agosto, donde se juzgaron al mismo tiempo a decenas de presos políticos, fue condenada a muerte por ser miembro de las JSU y del Partido Comunista. De los juzgados y condenados a muerte aquel día fueron ejecutados el 9 de septiembre casi todos, veintisiete, con excepción de la propia Nieves, Antonia García y Antonia Hernández, compañeras de las JSU. Un mes después de los fusilamientos le conmutaron la pena por treinta años de reclusión mayor.
En la expedición de reclusas de mayo de 1940 fue trasladada a la prisión de Durango, adonde la dictadura fue enviando un número importante de reclusas como Rosario La Dinamitera o Tomasa Cuevas, procedentes de Ventas o bien de la prisión de Claudio Coello. También entre 1939 y 1940 los traslados de mujeres presas a la prisión de Palma de Mallorca fueron numerosos. Las expediciones, de entre 300 y 500 reclusas, pretendían la dispersión de detenidas y reducir la hacinación en Madrid. A pesar de ello, en mayo de 1940 todavía quedaban en Ventas 5600 reclusas según las fuentes más prudentes. En las prisiones del País Vasco (Durango, penal de Saturrarán y Amorebieta) pasó Nieves Torres siete años. Su último traslado la llevó a la prisión de Segovia, donde en 1949 protagonizó una huelga de hambre junto con otras destacadas presas como Manolita del Arco, María Vázquez, Pilar Claudín, Mercedes Gómez Otero y Josefina Amalia Villa. Salió en libertad en 1955.
Falleció de una parada cardiorrespiratoria en Madrid, el 17 de diciembre de 2013, a los 95 años. 